# Powell Hall
Le Powell Hall, anciennement connu comme le St. Louis Theater et le Powell Symphony Hall, est la salle de concert de Saint-Louis aux États-Unis. Elle est utilisée par l'orchestre symphonique de Saint-Louis et a une capacité de 2 683 places.
Nommée d'après Walter S. Powell (en), un homme d'affaires de Saint-Louis, la salle est créée grâce à un don d'un million de dollars réalisé par la veuve de Powell.
Le bâtiment fait partie du district historique de Midtown (en) et est inscrit sur le Registre national des lieux historiques.